# Capanne (Montopoli in Val d'Arno)
Capanne è una frazione del comune italiano di Montopoli in Val d'Arno, nella provincia di Pisa, in Toscana.

## Storia
Il borgo delle Capanne è ricordato per la prima volta in un placito della contessa Matilde contro alcuni nobili residenti a San Miniato, redatto a Pisa il 4 marzo 1074 su insistenza dell'abate di San Ponziano a Lucca. In un atto del 1160 del marchese Guelfo I di Toscana, la località è citata come Cavane.
Il borgo si sviluppò principalmente a partire dal XVI secolo. Sul finire del XVIII secolo, il paese era frequentato soprattutto per la presenza della nota osteria Nucci, frequentata più volte dallo stesso granduca Pietro Leopoldo I: la tradizione orale vuole che il granduca vi tornasse spesso perché invaghitosi della bella figlia dell'oste.
La frazione conobbe un forte incremento demografico ed urbanistico nel corso del XX secolo. Nel 1951 si contavano 898 abitanti, poi aumentati a 958 nel censimento successivo del 1961, per arrivare a superare la soglia dei 2 000 agli esordi del nuovo millennio.

## Monumenti e luoghi d'interesse

### Architetture religiose
- Chiesa di San Giuseppe, chiesa parrocchiale della frazione.
- Oratorio di San Vincenzo Ferreri
- Tabernacolo della Madonna del Buon Viaggio[4]

### Architetture civili
- O.A.S.I. Madonnina del Buon Viaggio,  edificio sede di un'istituzione religiosa a scopo assistenziale, fu in passato villa signorile dei marchesi Pucci di Firenze.[3]

### Altro
- Monumento ai caduti, eretto nel 1926 in ricordo dei caduti della prima guerra mondiale, fu poi modificato con l'aggiunta dei nomi dei caduti del secondo conflitto e restaurato il 4 novembre 1954.
- Monumento ai mattonai
- Monumento a Salvo d'Acquisto

## Galleria d'immagini

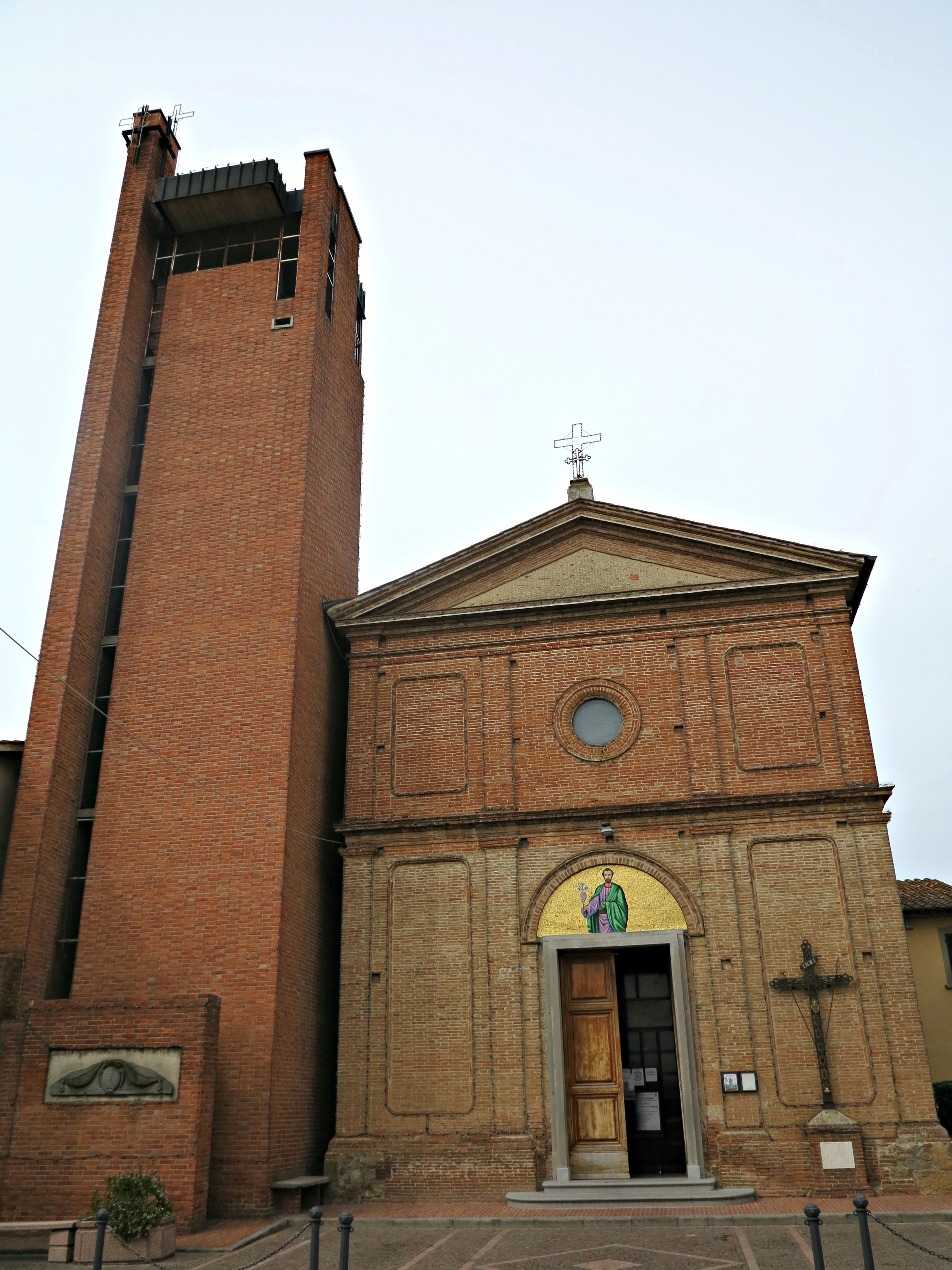
La chiesa di San Giuseppe
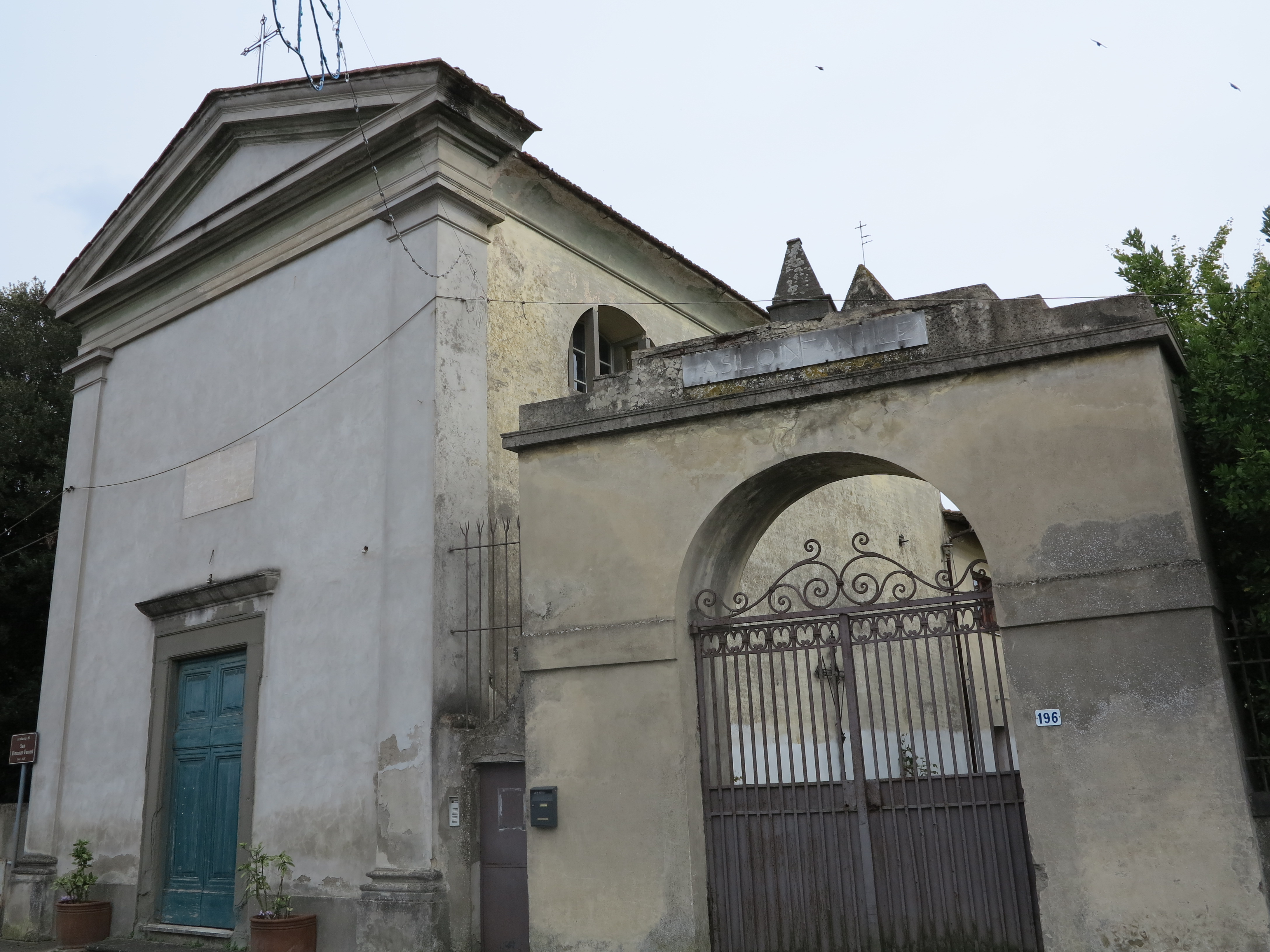
L'oratorio di San Vincenzo Ferrer
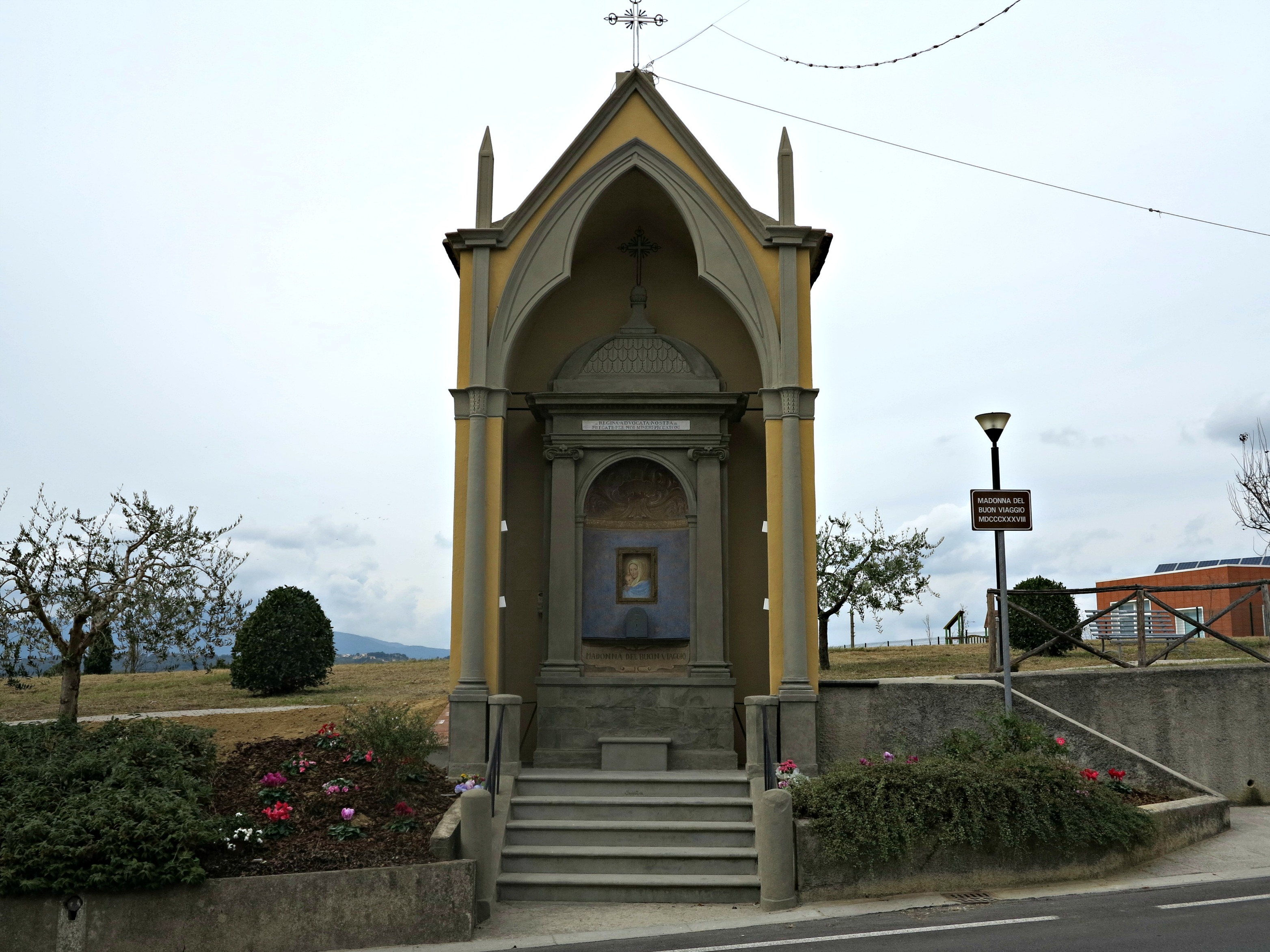
Il tabernacolo della Madonna del Buon Viaggio
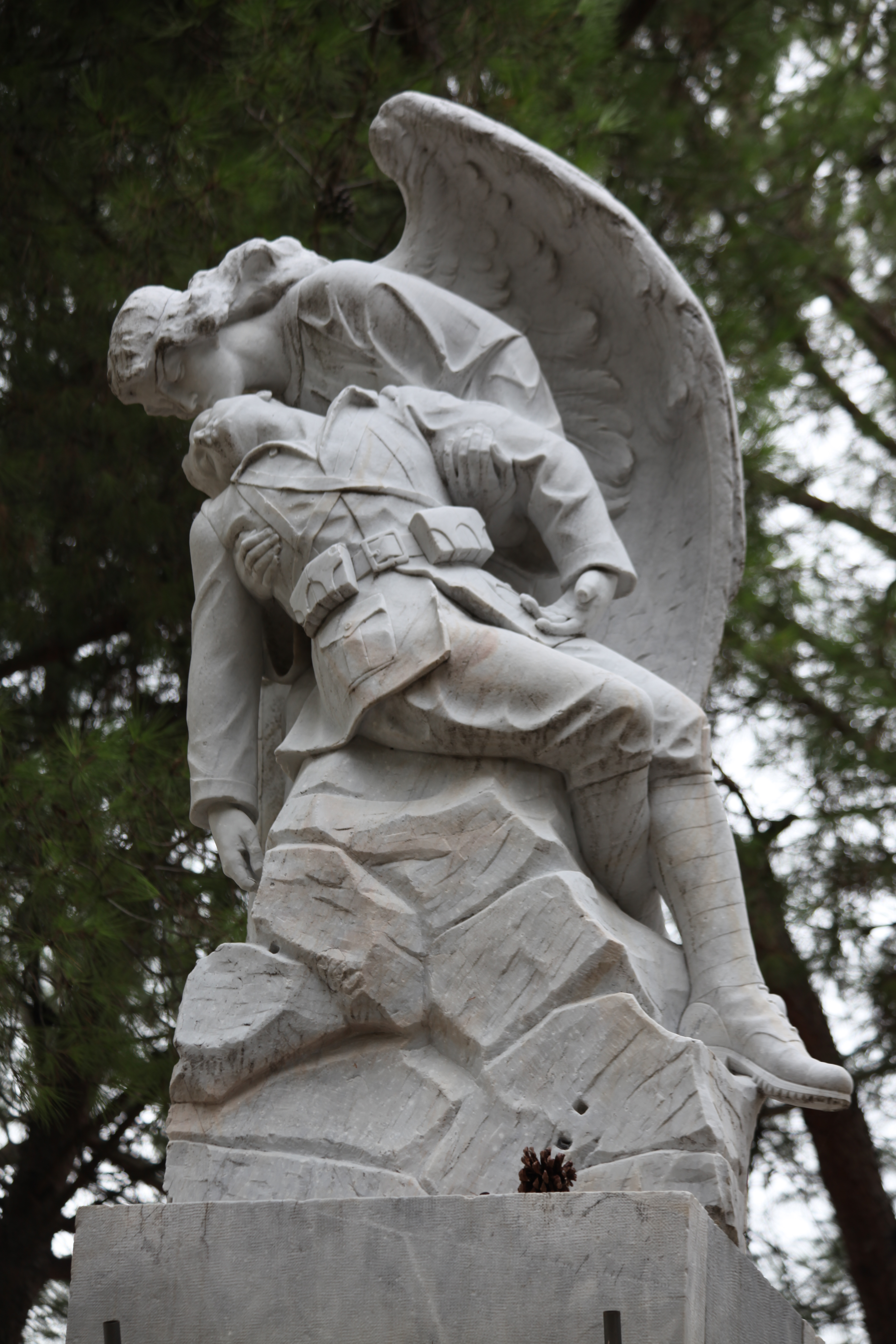
Il monumento ai caduti di Capanne
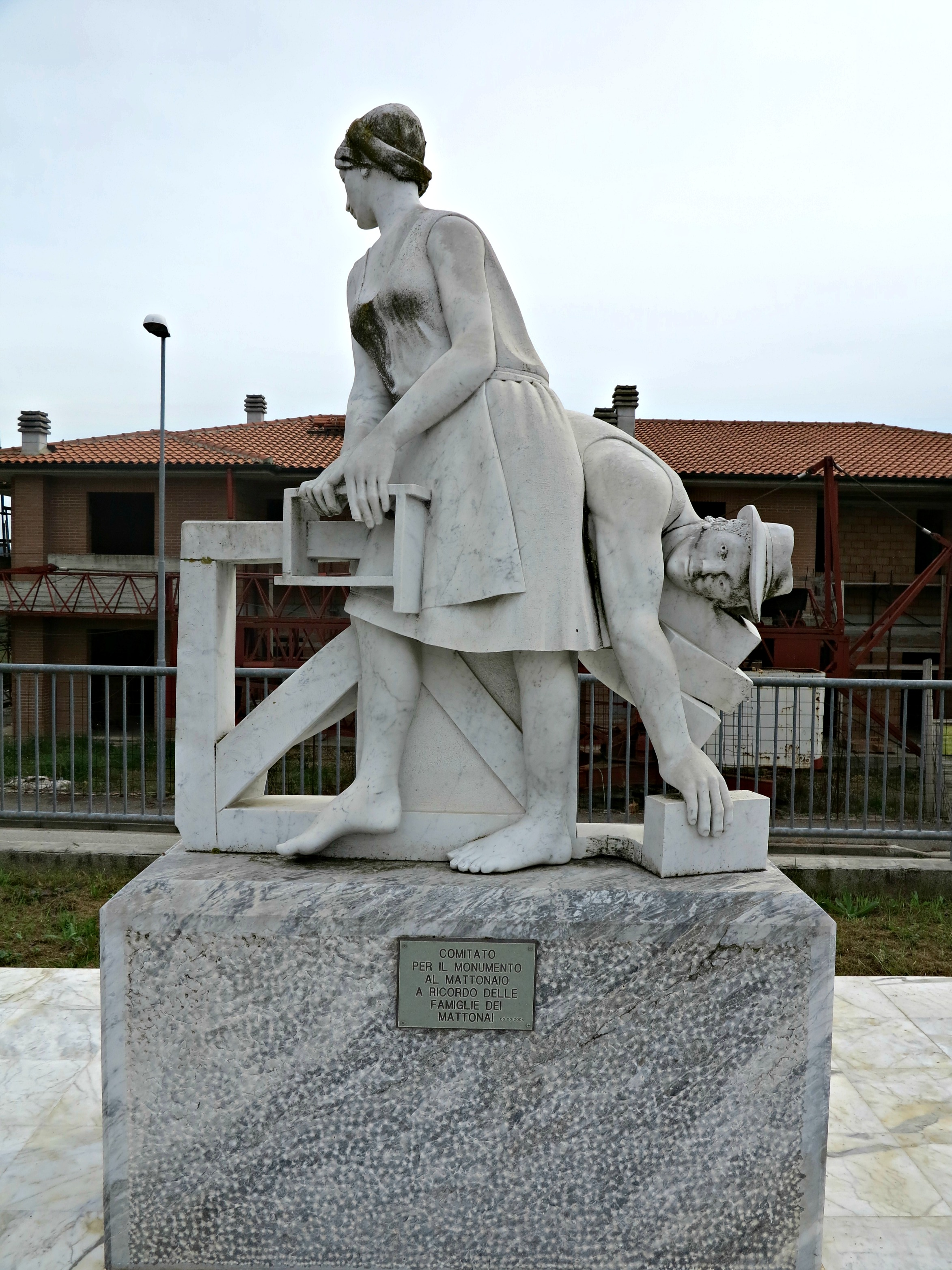
Il monumento ai mattonai